# جورج إسحاق سميث
جورج إسحاق سميث (بالإنجليزية: George Isaac Smith )‏ (و. 1909 – 1982 م) هو سياسي، ومحامي، من كندا، توفي عن عمر يناهز 73 عاماً.

## مناصب
تولى منصب عضو مجلس الشيوخ الكندي، ورئيس وزراء نوفا سكوتيا ‏، وعضو مجلس نواب نوفا سكوتيا.

## جوائز
حصل على جوائز منها:
- عضو رتبة الإمبراطورية البريطانية
- رتبة الإمبراطورية البريطانية.